# Tigrioides nitens
Tigrioides nitens là một loài bướm đêm thuộc phân họ Arctiinae, họ Erebidae.